# Никифор I Константинополски
Никифор I (на гръцки: Νικηφόρος) е византийски духовник, патриарх на Константинопол от 806 до 815 г.
За заслугите си в борбата с иконоборците е канонизиран. Запазени са няколко съчинения на патриарх Никифор I, от които за българската история са особено важни Хронография и Кратка история.

## Биография
Роден е по времето на императора-иконоборец Константин V Копроним.
Започва своята кариера в държавния апарат, като императорски нотарий. Участва в свикания от императрица Ирина Атинянката през 787 г. църковен събор, целящ прекратяването на иконоборската политика поддържана от предшествениците й в последните 60 години. След това напуска своята служба, основава манастир и се оттегля в него.
След смъртта на патриарх Тарасий I (806 г.), Никифор е избран за вселенски патриарх, но е снет от длъжност (през май 815 г.) от император Лъв V Арменец, с когото влиза в конфликт, заради подновяването от него на иконоборството. Като един от най-видните водачи на иконопочитателите, Никифор е изпратен на заточение, където прекарва 14 години и почива през юни 829 г.
През 847 г. по инициатива на патриарх Методий прахът му е пренесен в Цариград и погребан в храма „Св. Апостоли“.